# Citrullina
La citrullina (C6H13N3O3) è un alfa amminoacido non essenziale, ovvero sintetizzabile dall'organismo umano. Fu isolata per la prima volta dall'anguria (in latino citrullus, da cui prese il nome).
Non è codificata da sequenze di mRNA, pur facendo parte di alcune strutture proteiche come gli istoni. Solo molto recentemente però è stato scoperto che quest'ultima deriva dall'azione di enzimi intracellulari calcio-dipendenti chiamati peptidil-arginin deiminasi (PADs). Gli istoni con residui di citrullina sono stati riscontrati nelle cellule incapaci di duplicarsi. Ci sono ipotesi al riguardo che questa modificazione terminale possa essere una delle chiavi biochimiche che guida le cellule verso il processo di differenziamento.
L'enzima detto sintetasi inducibile del monossido di azoto (iNOS) sintetizza il neurotrasmettitore monossido di azoto a partire dall'arginina, formando come prodotto secondario la citrullina. La citrullina è il precursore dell'amminoacido arginina nella sua biosintesi. Attraverso l'aggiunta di un residuo carbamidico (ceduto dal carbamilfosfato) l'ornitina si trasforma in citrullina per l'azione dell'ornitin-transcarbamilasi (OTC). Come tale, la citrullina entra nella via metabolica nota come ciclo dell'urea, con sede epatica e fondamentale per l'organismo umano per disfarsi di prodotti azotati di scarto (come l'urea appunto). 
Come tale, la citrullina è un intermedio metabolico che fa da ponte tra il ciclo dell'urea e le poliammine, notoriamente prodotte per decarbossilazione dell'ornitina.
Il test basato sul dosaggio di anticorpi anti citrullina (CCP), è un indice altamente specifico (>90%) per la diagnosi di Artrite reumatoide.